# Tysklands förenade lag i olympiska vinterspelen 1960
Tyskland deltog med 73 idrottare i olympiska vinterspelen 1960 i Squaw Valley. Totalt vann de fyra guldmedaljer, tre silvermedaljer och ett bronsmedalj.

## Medaljer

### Guld
- Alpin skidåkning
  - Störtlopp damer: Heidi Biebl
- Backhoppning
  - Normal backe: Helmut Recknagel
- Hastighetsåkning på skridskor
  - 500 m damer: Helga Haase
- Nordisk kombination
  - Herrarnas individuella: Georg Thoma

### Silver
- Alpin skidåkning
  - Störtlopp herrar: Hans-Peter Lanig
- Hastighetsåkning på skridskor
  - 1 000 m damer: Helga Haase
- Konståkning
  - Par: Marika Kilius, Hans-Jürgen Bäumler

### Brons
- Alpin skidåkning
  - Slalom damer: Barbi Henneberger